# Carl Lovsted
Carl Lovsted   (Manila, 4 d'abril de 1930 - Bellevue, 8 de novembre de 2013) fou un remer estatunidenc que va competir durant la dècada de 1950.
El 1952 va prendre part en els Jocs Olímpics d'Estiu de Hèlsinki, on guanyà la medalla de bronze en la prova del quatre amb timoner del programa de rem. Formà equip amb Alvin Ulbrickson, Richard Wahlstrom, Matthew Leanderson i Albert Rossi.
Estudià a la Universitat de Washington i posteriorment va treballar en el món de les assegurances durant més de 40 anys.